# Gayennoides
Gayennoides is een geslacht van spinnen uit de  familie van de Anyphaenidae (buisspinnen).

## Soorten
- Gayennoides losvilos Ramírez, 2003
- Gayennoides molles Ramírez, 2003